# کریستینا باننیکووا
کریستینا باننیکووا (انگلیسی: Kristina Bannikova؛ زادهٔ ۱۵ ژوئن ۱۹۹۱) بازیکن فوتبال اهل استونی است.
وی همچنین در تیم ملی فوتبال Estonia بازی کرده‌است.